# Abbaye du lac de Joux
L'abbaye du lac de Joux, aujourd'hui disparue, était un monastère dépendant de l'ordre des Prémontrés. Elle se situait sur le territoire actuel de la commune de L'Abbaye dans le canton de Vaud. Elle était dédiée à sainte Marie-Madeleine. Dans les documents, le monastère reçut successivement les noms de « Leonna » (du nom de la Lionne, ruisseau arrosant le village de L'Abbaye), de « Domus Dei », puis « d'abbaye de Cuarnens » avant celui d'abbaye du Lac ou d'abbaye du lac de Joux sous lequel nous la connaissons aujourd'hui.

## Les origines
La date la plus ancienne communément retenue pour la fondation de l'abbaye est 1126. Elle se fonde sur une charte (non datée) de Gérold de Faucigny, évêque de Lausanne, confirmant la fondation de l'abbaye du lac de Joux. L'original de ce texte est perdu mais il figure dans une édition du XVIIIe siècle de Charles-Hyacinthe Hugo. Par celui-ci, nous apprenons que l'abbaye du lac de Joux est fille de celle de Saint-Martin de Laon, fondée en 1124.
En revanche, dans la bulle de confirmation de l'ordre de Prémontré par le pape Honorius II du 16 février 1126 et qui lui est antérieure, l'abbaye du lac de Joux ne figure pas dans la liste des établissements de l'ordre.
La fin de l'épiscopat de Girold (1134) doit être considérée comme date extrême de la fondation de l'abbaye. Cette datation se trouve confirmée par la première mention d'un abbé du lac de Joux dans un acte de 1135. Finalement, la date de fondation de l'abbaye doit être placée dans une fourchette comprise entre 1126 et 1134.
Un second document date de 1141 : il s'agit d'un inventaire des donations faites à l'abbaye du lac de Joux lors de sa fondation. Ce document nous est parvenu par une copie figurant dans une Grosse intitulée « Fondations et droits de l'abbaye du lac de Joux ».
Il existe enfin un troisième document daté de 1149. Dans celui-ci, Étienne, abbé du Lac de Joux rappelle les bienfaits accordés au jeune monastère. À l'instar des deux autres documents cités, l'original est perdu.

### Saint Norbert
Les deux « vie de saint Norbert », relatent le voyage du religieux à Rome pour y obtenir la reconnaissance de son ordre récemment fondé. On en a déduit que Norbert dut alors traverser le Jura et, se trouvant à La Vallée, il aurait demandé à Gosbert (Cospert) de diriger la jeune abbaye dont il avait aidé à la création. Or ce ne sont là que pures spéculations. En effet, si le voyage de Rome en 1126 est bien mentionné dans les deux textes, l'itinéraire n'en est nulle part précisé. De plus, la Vita B, qui énumère les fondations personnelles de Norbert, ne mentionne pas celle du lac de Joux. Enfin, dans toutes les sources se rapportant au monastère combier, aucune mention n'est faite à saint Norbert. Or, si sa fondation avait réellement été ne serait-ce que favorisée par le créateur de l'ordre, sa simple mention n'aurait fait que conférer plus de prestige à l'abbaye et aurait donc été utilisé à des fins de propagande. Il convient donc d'oublier le rôle « physique » de saint Norbert dans la fondation de l'abbaye du lac de Joux et partant ne pas l'associer non plus à son voyage à Rome : plusieurs auteurs sont de cet avis,,.

### Ebal de Grandson
En revanche la rencontre de Norbert de Xanten avec Barthélemy de Grandson (de Jur, de Joux), évêque de Laon dès 1113 se révèle décisive. Celui-ci est le frère d'Ebal Ier de Grandson, fils de Falcon (Conon, Foulques) de Grandson et d'Adèle de Roucy. Le jeune Norbert, en rupture avec son chapitre canonial de Xanten lui est confié en 1119 par le pape Calixte II. Norbert trouve en Barthélemy un soutien qui lui permet la fondation de la congrégation de Prémontré, du nom d'un village éponyme proche de Laon. L'évêque de Laon ne cessera dès lors de favoriser l'ordre, bien après que Norbert ait renoncé à sa direction en 1124.
Sa parenté avec Ebal, le plus gros donateur de la nouvelle entité, a sans conteste favorisé la fondation de l'abbaye en ces lieux. Le XIIe siècle connaît une profonde réforme des courants monastiques. L'aire des relations familiales favorise l'implantation d'établissements religieux dans le Jura. Pour les seigneurs locaux, il est alors de bon aloi de soutenir tel ou tel établissement dont ils deviennent les protecteurs et les avoués. Pour Ebal, qui contrôle déjà le passage des Clées, sur la route de Jougne et celui de Pontarlier sur la Via Francigena, la région du Mollendruz et de la pointe nord-ouest du lac de Joux demeurent très mal surveillées et pratiquement inhabitées. L'établissement va lui permettre d'occuper indirectement le territoire et d'en assurer le contrôle, car à part l'existence d'un couvent de quelques ermites au Lieu-Poncet dépendant de Saint-Claude, La Vallée demeure à cette époque vide d'habitants : c'est donc un désert, propice à leurs vœux de travail, de solitude et de méditation, qui est offert aux chanoines.
On peut penser également qu'Ebal ait voulu ainsi créer une rivale à l'abbaye clunisienne de Romainmôtier avec laquelle il était en délicatesse.
Girold de Faucigny, évêque de Lausanne évoqué ci-dessus, avait lui aussi intérêt à ce nouvel établissement. Il lui permettait de fixer les limites de son diocèse qui demeuraient encore floues dans ces régions : on voit donc ici poindre le conflit entre l'abbaye du Lac et celle de Saint-Claude.
Dans le document de 1149 dont il a été question ci-dessus, l'abbé Étienne rappelle les présents accordés à l'abbaye. Il s'agit de droits et territoires à Cuarnens, de possessions autour du lac de Joux, jusqu'au village de Mont-la-Ville. Il a l'intérêt de présenter, outre Ebal de Grandson reconnu comme seul fondateur, d'autres contributeurs comme Rodolphe et Milon de Cuarnens, Guillaume et Liétolde de Corbières. En étudiant attentivement cet acte, on remarque qu'il ne s'agit pas d'une somme de donations faites au cours des ans, mais bien d'un ensemble de donations faite en une seule fois. Si les Corbières et les Cuarnens sont les vassaux des Grandson, ils sont aussi leurs parents. On peut en déduire qu'un ensemble de personnes ait fait une donation groupée sous la houlette d'Ebal de Grandson, lui-même encouragé par son frère Barthélemy aux fins d'établir une abbaye leur permettant de contrôler un vaste territoire.

## Abbayes filles
Au XIe et au XIIe siècle, selon le mot de Glaber, l'Europe se couvre d'un blanc manteau d'églises. L'actuelle Suisse romande n'échappe pas à la règle et l'abbaye du lac de Joux va donner naissance à plusieurs établissements, dont certains subsistent encore aujourd'hui.

### Rueyres et Bellegarde
Le prieuré de Rueyres était une dépendance directe de la maison mère. Du XIIe siècle on connaît quatorze actes se rapportant à l'abbaye du lac de Joux dont six concernent ou mentionnent cet établissement. Un fait intéressant est la mention de religieuses prémontrées y résidant ce qui en ferait la seule communauté prémontrée féminine de la région, avec celle de Posat près de Farvagny. Parmi les auteurs, une confusion règne sur le nombre d'établissements portant le nom de Rueyres. Ceux-ci peinent à se mettre d'accord : leur nombre en varie de cas en cas et on ne sait s'il s'agit d'une communauté d'hommes ou de femmes ; ils nous proposent :
- Un monastère d'hommes à Bellawarda (Bellegarde) et un établissement de Norbertines à Rueyres en Lavaux[26].
- Un seul monastère féminin à Rueyres[27].
- Deux établissements appelés tous les deux Rueyres : le premier à Bellawarda dans le Jorat, le second serait un couvent de Prémontrées près de Saint-Saphorin (Lavaux)[28].
- Deux monastères distincts (Bellawarda et Rueyres) mais sans précision de genre[29].
- Un seul monastère du nom de Rueyres[30].

La confusion tire son origine trois actes de 1140. Dans le premier Guy de Maligny, évêque de Lausanne donne à l'abbaye du lac de Joux une terre du nom de Bellawarda avec les droits y attenant, sise dans le Jorat, afin d'y bâtir un monastère. La même année, on apprend par un second document qu'il existe une communauté de sœurs à Rueyres. En 1140 toujours, un troisième document mentionne deux Rueyres et une terre dans le Jorat mais sans la nommer : on suppose qu'il s'agit de la terre de Bellegarde précédemment donnée par l'évêque Guy. En 1209 c'est un monastère d'hommes qui y est attesté. Ces mentions successives ont donc fait supposer à certains qu'il existait deux communautés distinctes dont l'une se trouvait à Bellegarde, puisque l'évêque de Lausanne avait donné cette terre pour y construire une abbaye. Enfin, une bulle du 29 septembre 1177 du pape Alexandre III exclut l'existence d'un monastère à Bellegarde

« (…) locum cum vineis in Rivorio (…) terram quoque in nemore Iorat quam vobis contulit bone memorie Guido, condam Lausannensis episcopus (…) (Un établissement avec des vignes à Rueyres (…) également une terre dans les bois du Jorat qui vous a été donnée par Guy de bonne mémoire, autrefois évêque de Lausanne) »

— Martinet 1994, p. 33
Cette « terre du Jorat » est certainement Bellegarde, et tout porte à croire que l'établissement projeté n'y vit jamais le jour, d'autant que le nom de Bellegarde disparaît dès lors des documents.

### Humilimont
L'abbaye d'Humilimont est fondée entre 1136 et 1141 sur la commune de Marsens par les seigneurs éponymes, comtes de Gruyère. Au début, elle abritait un monastère double, puis la communauté féminine fut déplacée à Posat en 1140. L'abbaye fut supprimée en 1580 afin de favoriser l'installation des jésuites à Fribourg.

### Bellelay
L'abbaye est fondée en 1141 par Siginand prévôt du chapitre de l'abbaye de Moutier-Grandval. Aujourd'hui, les bâtiments (du XVIIIe siècle) abritent un hôpital psychiatrique.

### Fontaine-André
L'abbaye est fondée en 1143 par Richard, abbé du lac de Joux. L’ordre des Prémontrés quitte l’abbaye en 1543. Depuis 1954, l'abbaye a retrouvé une vocation religieuse puisqu'elle appartient aux Frères des Écoles chrétiennes.

### Gottstatt
L'abbaye est fondée en 1255 au lieu-dit Stadowe, sur un méandre de la Thièle. À l'origine elle devait être une fille de l'abbaye de Weissenau (Souabe). La tentative ayant échoué, elle est fondée par des colons venus de Bellelay. Elle passe sous la coupe de l'abbaye du lac de Joux en 1279.

## Conflits inter-monastiques
Au cours de la fin du XIIe siècle et le début du XIIIe siècle, l'abbaye va se trouver par deux fois en conflit avec d'autres établissements monastiques. Le premier accrochage l'oppose aux religieux du Lieu, le second aux bénédictins de Saint-Claude. Ces rivalités vont rapidement dépasser le cadre local, puisque l'arbitrage du premier différend est confié à l'évêque de Lausanne et à l'archevêque de Tarentaise, le second aux archevêques de Vienne et de Tarentaise. Les deux affaires ne sont donc pas que de simples querelles de clocher. La documentation qui leur est associée révèle en outre l'existence de la « communauté du Lieu », inconnue dans les textes antérieurs et démontre surtout l'absence de toute délimitation territoriale et juridique dans cette région.

### Avec le couvent du Lieu
La fondation du couvent du Lieu est souvent attribuée à l'abbaye de Saint-Oyend de Joux (future Saint-Claude). Quoique ce fait relève de la pure spéculation selon Pichard, l'hypothèse n'en demeure pas moins vraisemblable : la vague de colonisation entreprise par l'abbaye de Saint-Oyend dans le haut Jura aux Ve et VIe siècles peut raisonnablement être à l'origine de l'établissement du Lieu. Les sources locales renvoient à un ermite du nom de Pontius (ou Poncet) établi à cet endroit. Une autre hypothèse suppose l'existence d'un gîte-étape au Lieu entre les abbayes de Saint-Oyend et de Romainmôtier, la seconde alors dépendante de la première.
Un simple conflit de pêche entraîne en 1156 l'établissement d'une « convention passée entre Pierre, archevêque de Tarentaise et Amédée de Clermont, évêque de Lausanne au sujet du différend entre les frères du Lieu dépendant de l'abbaye de Saint Claude et l'abbaye du lac de Joux à propos du Lieu, jadis habité par l'ermite Poncet, et des droits de pêche dans le lac ». Les conclusions de cet arbitrage sont contraignantes pour le couvent du Lieu qui est proprement mis au pas :
- Le nombre de dix religieux ne doit pas y être dépassé.
- Ceux-ci dépendent désormais de l'évêque de Lausanne.
- Aucun religieux d'un autre monastère ne peut y être admis.
- Les moines n'ont pas le droit de posséder d'animaux.
- Ils ne peuvent pêcher qu'un jour et une nuit par semaine au filet et tous les jours à la ligne.
- Si l'établissement du Lieu devait être abandonné, il reviendrait automatiquement à l'abbaye du Lac.

L'évêque de Lausanne réussit ainsi, en plaçant le couvent du Lieu sous sa juridiction, à asseoir son autorité spirituelle sur la Vallée. De plus, les limitations imposées aux religieux du Lieu empêchant toute croissance ultérieure, la concurrence qu'ils auraient pu exercer envers les prémontrés de l'abbaye se trouve singulièrement réduite. Enfin, puisque le couvent du Lieu doit revenir à l'abbaye du Lac s'il venait à être abandonné, les prémontrés sont de ce fait reconnus propriétaires du Lieu-Poncet lors de cet arbitrage.

### Avec l'abbaye de Saint-Claude
Percevant sans doute cet arrêt comme défavorable, l'abbaye de Saint-Oyend de Joux va demander sa révision à Rome. En 1157, un acte doit régler la question de la possession de la Vallée de Joux entre l'abbaye du lac de Joux et celle de Saint-Oyend. Parmi les arbitres, on remarque l'absence d'Amédée de Lausanne, remplacé par le légat pontifical Étienne II de Vienne. On peut penser que, le conflit touchant trop directement son propre diocèse de Lausanne, on lui aura préféré Étienne de Vienne, Pierre de Tarentaise ne jouant alors que le rôle d'informateur. L'issue de ce second arbitrage présente des allures de compromis et demeure néanmoins favorable en pratique aux prémontrés.
- L'emplacement de l'abbaye du Lac revient aux prémontrés[note 5] (en revanche si abandon, retour à Saint-Oyend[note 6]).
- Saint-Oyend conserve ses droits en cas de disparition du couvent du Lieu.
- Les moines du Lac reconnaissent devoir annuellement cent-soixante truites à l'abbaye de Saint-Oyend pour les droits de pêche et de pâturage[46].
- Le Lieu-Poncet est cédé par Saint-Oyend à l'abbaye du Lac, à condition que les frères du Lieu paient un cens annuel de trois sous et trois livres de cire.
- Une restriction de constructions d'édifices dans un territoire préalablement fixé est établie.
- Une zone neutre est établie entre Mouthe et le Lieu-Poncet : aucun habitant ne doit s'établir dans ce territoire[note 7].

La bulle de 1177 du pape Alexandre III mentionne : « l'endroit lui-même et toute la vallée dans laquelle votre abbaye est établie ». On pourrait croire à la lecture de ce texte que le couvent du Lieu a disparu à cette date et que, conformément à la convention de 1156, le territoire est revenu à l'abbaye du Lac, mais il peut aussi s'agir d'asseoir la marque de la puissance et des prétentions de l'abbaye du Lac alors que la communauté du Lieu existe encore. Le 26 août 1186, l'empereur Frédéric Barberousse confirme l'arbitrage de 1157. Cette querelle ne prendra définitivement fin qu'en 1204. Dans l'acte rédigé cette année, Saint-Oyend concède la possession du Lieu-Poncet pour un cens annuel de cinq sous de Genève (précédemment trois sous et trois livres de cire). Le cens est maintenant versé par les frères du Lac et non plus par ceux du Lieu. Dès lors on peut en déduire que la communauté du Lieu dut disparaître entre 1157 et 1204 et le Lieu-Poncet passer définitivement aux mains des prémontrés. Ce texte témoigne également du rapprochement entre les établissements. Le dernier document concernant cette querelle date du 6 janvier 1220,. On y apprend que les moines ne peuvent plus fournir Saint-Oyend en truites parce que, des gens de l'abbaye ayant empoissonné le lac de Joux avec des brochets, ceux-ci dévorent toutes les autres espèces. Saint-Oyend refusant absolument des brochets à la place des truites, la redevance est convertie en 45 sols de Genève en sus des cinq sols pour le Lieu-Poncet.

### Avec l'abbaye de Mont-Sainte-Marie
Au XIe siècle les divers ordres religieux rivalisent pour faire prédominer la règle qu'ils professent. Cette émulation va jusqu'à faire du prosélytisme au sein même des communautés d'un autre ordre. On voit aussi des frères aux choix encore hésitants abandonner leur couvent et s'associer pour fonder de nouveaux établissements dans les lieux les plus improbables, sans suivre de règle particulière. Le monastère de Mont-Sainte-Marie devrait sa fondation à une association de ce genre. À l'origine, ces frères s'établissent sur le Mont-du-Four près de Mouthe. Comme ils ont besoin d'un prêtre ordonné pour célébrer la messe, ils se choisissent un chanoine de saint Augustin qui avait quitté l'abbaye de Mont-Benoît pour l'abbaye du lac de Joux. À sa mort c'est Pierre, un chapelain de l'abbaye du Lac qui réside au Mont-du-Four. Celui-ci, après bien des efforts pour persuader les frères convers d'embrasser la discipline des prémontrés, les voit inexorablement rejoindre la règle de Bernard de Clairvaux : il les quitte donc et retourne dans son abbaye de la vallée de Joux. C'est sous la direction de son successeur, Étienne (qui vient de l'abbaye de Billon, fille de celle de Clairvaux) que la cellule est élevée au rang d'abbaye bernardine (1199). Les religieux abandonnent à ce moment le Mont-du-Four pour s'établir dans la vallée, entre le lac de Saint-Point et celui de Remoray. Ce nouvel établissement, qui porte le nom exclusif de Mont-Sainte-Marie, va devenir une des plus riches abbayes du Jura et subsistera jusqu'à la Révolution.
Or le terrain sur lequel les bernardins viennent de construire leur couvent appartient à l'abbaye du lac de Joux. Celle-ci, par la voix de l'abbé Humbert, va donc revendiquer la supériorité de son établissement sur celui de Mont-Sainte-Marie ainsi que le gouvernement ecclésiastique sur celui-ci. Comme on pouvait s'y attendre, les bernardins repoussent vivement cette prétention. L'enquête du 8 juillet 1228 rappelle les faits ci-dessus, mais ne produit aucun effet. On fait donc appel au Saint-Siège qui ordonne à l'abbé de Saint-Maurice et au prieur d'Ollon de trancher ce différend. Aymon de Grandson propose alors ses services et un accommodement est trouvé en octobre 1230. L'abbé Humbert renonce à toutes ses prétentions moyennant une indemnité de trente-cinq livres estevenantes payées par l'abbaye de Mont-Sainte-Marie. Dès lors, les deux abbayes vivront en bonne intelligence.

## Les terres du monastère
Une grande partie des sources relatives à l'abbaye du lac de Joux concerne des opérations foncières et surtout des donations faites au monastère. Outre l'aspect de propagande pour les donateurs, le nombre et l'étendue de ces libéralités témoignent bien de la popularité dont jouissaient alors les prémontrés dans le pays. Dans l'inventaire de 1141 on note que l'abbaye possédait à cette date :
- À La Vallée : les prés et terres labourables autour du lac du sommet du Mont Tendre jusqu'au Risoud.
- À Cuarnens : l'église et le moulin banal.
- À La Coudre : le Val-Molon.
- Des terres à Bellevaux (Bellawarda), Rueyres (c. de Chardonne) (Voir supra), Mont-la-Ville, Villars-Bozon, Ferreyres, Villars-Lussery, Suscévaz et Mathod.
- Des vignes et des terres à Trévelin, Colombier-sur-Morges et Saint-Saphorin-sur-Morges[58].

La plupart de ces terres ne sont en fait que des friches qu'il faudra mettre en valeur. L'abbé Pierre de Pont et son successeur Thierry (Théodoric) vont créer des établissements conventuels ou ruraux sur les différents points du territoire abbatial. À leur tête sont placés des chanoines de l'abbaye épaulés par quelques frères servants. Ces établissements portent le nom de « granges » (grangiæ) si leur destination est uniquement agricole. Il n'y réside qu'un seul chanoine appelé Magister, chargé de la surveillance de l'exploitation. Telles sont les granges de Cuarnens, de Saint-Saphorin sur Morges, de Trévelin, etc. Quelques-unes de ces granges sont converties en communautés religieuses, dont le chef porte le titre de « prieur » (prior).
La bulle de 1177, énumérant l'état des possessions de l'abbaye, montre qu'en 34 ans les dons des fidèles n'ont fait qu'augmenter. La liste complète de toutes ces oblations de seigneurs locaux nous montre qu'il s'agit cette fois plutôt de bonnes terres labourées, de vignes et même de châtaigneraies. Le domaine de l'abbaye la met à même de pourvoir à sa propre subsistance et à celle des nombreux colons qu'elle emploie.

### La colonisation
Le 5 décembre 1304 l'abbé du Lac Pierre Ier donne en abergement au nommé Perrinet Bron quelques terres restées désertes depuis le départ des moines du couvent du Lieu. Avec lui, considéré dès lors comme le premier habitant laïc de la vallée de Joux, commence la colonisation de celle-ci. Jusqu'ici La Vallée n'avait été habitée que par les religieux. À l'exception des prairies autour de l'abbaye et de quelques champs cultivés par les valets des religieux, tout le territoire demeurait encore celui des « joux noires » impénétrables et encombrées de fondrières.
La fortune des sires de La Sarraz leur permit de rénover l'abbaye. C'est Aymon II de La Sarraz qui s'attèle à la tâche, rebâtissant l'église Marie-Madeleine en pierre en lui accolant une haute tour portant ses armoiries. Un manuscrit relate cet évènement : « Le sire Amé de La Sarraz, prudent et deurant (persévérant), per grande diligence de pleideries, mais non sans grands fraix et missions, remit et refonda pour la seconde foy la dicte abbaye en si bon état que depuis, tant per le bon guovernement des abbés qui depuis ont été, que par l'ayde du dict seigneur elle a esté et est en bon point, laquelle Dieu maintienne ».
Dans ce même siècle arrive, en 1344, l'achat de la vallée du lac de Joux par Louis II de Savoie. La Combe de l'Abbaye, relevant des seigneurs de La Sarraz, et la Combe du Lieu soumise au château des Clées ayant pour châtelain François Ier de La Sarraz, toute la vallée de part et d'autre de l'Orbe se voit alors régentée par le même seigneur. Ainsi, tout doucement, la vallée du lac de Joux passe des domaines de la couronne à ceux des sires de La Sarraz, puis de ceux-ci à ceux de la maison de Savoie, tombant ainsi tout entière sous le régime de l'abbaye qui tenait ces terres en fief du prince de Savoie. Le siècle suivant allait voir l'artisanat se développer sur les terres de l'abbaye, après l'édification du moulin du Lieu un second, ainsi qu'une scierie, étaient construits près de l'abbaye.

## Les difficultés et la fin du monastère
Avec l'abbé Jean de Lutry vinrent les premières difficultés de l'abbaye. Celui-ci, s'étant affranchi du contrôle direct des seigneurs de La Sarraz sur l'administration du monastère, se révéla très dépensier et menaça de ruine l'abbaye. Aymon de Montferrand, alors seigneur de La Sarraz, saisit l'ordre des prémontrés pour y faire part de ses griefs. Dès 1323 des envoyés de l'ordre vinrent au monastère et autorisèrent Aymon à remettre dans le droit chemin « certains chanoines qui étaient de petit gouvernement et dissolus… et si ils ne voloient désister de leur erreur, qu'il les print et envoyat à Prémontré ouz en aultre leux, pour recepvoir selon leur démérite ». Mécontent de se retrouver soumis au seigneur de La Sarraz, Jean de Lutry réveilla les anciennes querelles avec l'abbaye de Saint-Claude. Informé de ces manigances l'abbé de Notre-Dame de Dilo vient au Lac de Joux prononcer l'exclusion de Jean de Lutry ainsi que des chanoines Nicolas de Morges et Jacob des Clées.
Lors de l'élection d'Humbert dit Belvas de Fribourg un crime allait entacher l'abbaye. Jean Cuastron, alors prieur et concurrent d'Humbert, accepta mal sa défaite, il projeta d'assassiner l'abbé et, pour ce faire, trouva de l'aide auprès d'un jeune clerc nommé Perrod du Lieu. Il lui procura du poison que le novice administra à Humbert et à Conrard son frère. Ce dernier succomba en peu de temps. Aussitôt alerté Jean de Rossillon, évêque de Lausanne, ordonna une enquête qui eut tôt fait de révéler le nom des deux protagonistes. Vuillelme de Pampigny et Jean de Daillens, officiers de l'évêque, vinrent saisir Jean Cuastron à l'abbaye. Aymon II de La Sarraz, comme le prévoyait son droit de juridiction, réclama Jean Cuastron et le fit remettre aux inquisiteurs des Prémontrés le 3 mars 1336.
En 1336, Louis de Senarclens succéda à l'abbé Humbert. Le 10 août 1364, l'abbaye du Lac de Joux fut attaquée par une troupe de vilains provenant de Romainmotier. Les religieux du monastère furent maltraités et l'abbé Louis de Senarclens porta immédiatement plainte auprès du tribunal du bailliage de Vaud, en demandant la punition des attaquants et une sévère amende pour des dommages et intérêts.
Avec l'épisode des guerres entre les États bourguignons, les confédérés et Charles le Téméraire, l'abbaye vit les troupes de Berne se présenter à ses portes le 22 mars 1536. L'abbé Claude Pollens, ainsi que plusieurs des religieux qui l'entouraient, embrassa la réforme protestante. Ceux qui refusèrent partirent pour le monastère d'Humilimont. Les biens du monastère furent dispersés. Clauda de Gilliers, baronne de La Sarraz, reprit les biens des cures de Cuarnens, d'Orny et de Saint-Didier (aujourd'hui Saint-Loup), ces deux dernières localités se partagèrent les ornements et les vêtements sacerdotaux de l'abbaye ; les autres possessions, tels que les moulins, battoirs et scieries, furent partagés entre des particuliers. La vallée du Lac de Joux, ayant été petit à petit investie par les habitants du Lieu, ceux qui s'étaient établis de l'autre côté du lac formèrent une communauté nommée L'Abbaye par un acte du 7 octobre 1571.
Il en était fini de l'abbaye du lac de Joux après 450 ans de domination sur la vallée, en avoir fait un lieu propice à l'installation de colons, en développant des hameaux qui devaient devenir des villages et des villes, et en assurer la subsistance en ayant fait défricher des terres oubliées des hommes.

## Liste des abbés
La liste complète des abbés de Joux diffère selon les auteurs. Parmi les « anciens », Gingins-la-Sarra en 1842, en reconnaît 32. Lucien Reymond, ne fait que reprendre le texte de Gingins pour sa « Notice sur la vallée de Joux » (1887). Plus près de nous le Dictionnaire historique de Mottaz (1914-1921) en reconnaît également 32, mais avec des variantes. Auguste Piguet (1924) et Norbert Backmund (1949) en reconnaissent 36. Quelques remarques s'imposent néanmoins :
- Gosbert (Gôsber, Cospert), généralement reconnu comme premier abbé, n'est en fait signalé que dans l'acte de 1141[11] et en tant que « bâtisseur du lieu » et non en tant qu'abbé ou prieur. Il ne devrait pas figurer dans la liste.
- Même remarque pour Claude d'Estavayer qui n'a probablement jamais été abbé du lac de Joux[64].